# 名電山中站
名電山中站（日语：／ Meiden-Yamanaka eki */?）是位於日本愛知縣岡崎市舞木町，屬於名古屋鐵道名古屋本線的鐵路車站。車站編號為NH09。

## 構造
此站為可停靠4節編組的對向式月台2面2線地面車站，在引入車站集中管理系統（管理站為國府站）後變為無人站。6節編組的各站停車停靠時後2節會採用選擇性車門操作。
| 月台 | 路線       | 方向 | 目的地                 |
| ---- | ---------- | ---- | ---------------------- |
| 1    | 名古屋本線 | 下行 | 東岡崎、名鐵名古屋方向 |
| 2    | 名古屋本線 | 上行 | 豐橋、豐川稻荷方向     |

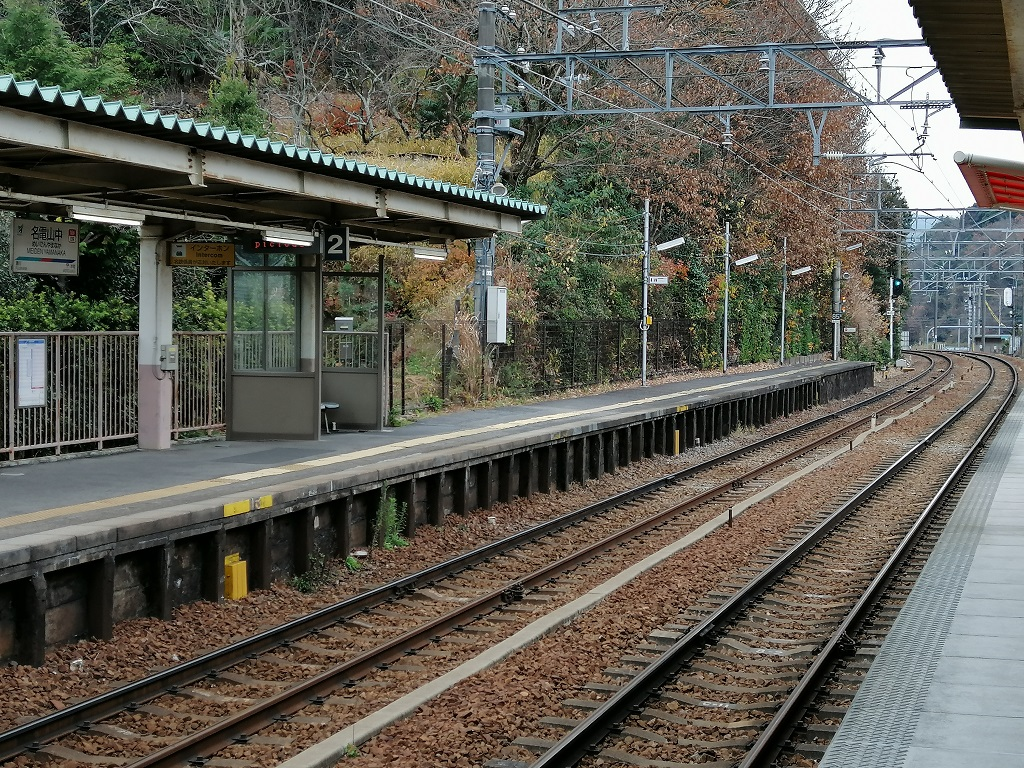
月台
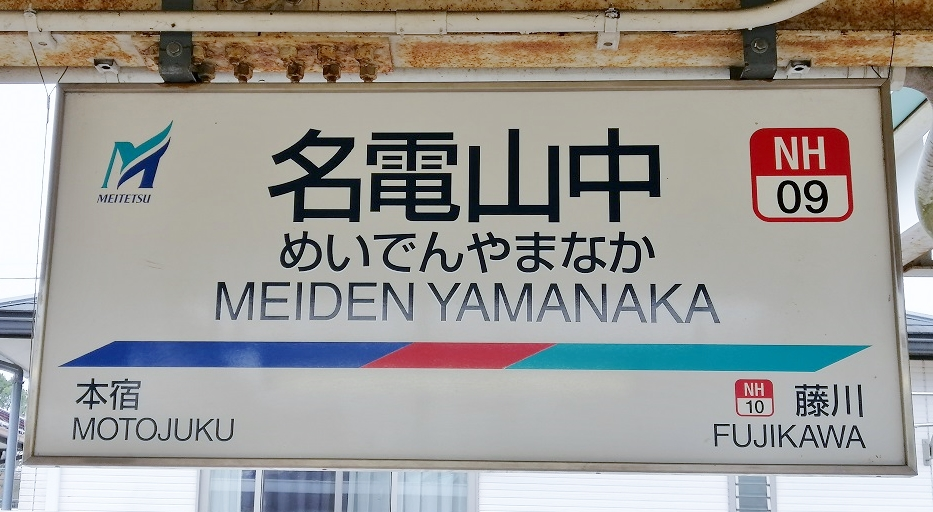
站名牌

### 配線圖
| ← 豐橋方向      | 名電山中站 構內配線略圖 | → 東岡崎、 名古屋方向 |
| 图例 参考文献： |                         |                       |

## 使用情況
| 年度   | 1日平均 上車人次 |
| ------ | ---------------- |
| 2006年 | 471              |
| 2007年 | 476              |
| 2008年 | 502              |
| 2009年 | 487              |
| 2010年 | 496              |
| 2011年 | 481              |
| 2012年 | 463              |
| 2013年 | 469              |
| 2014年 | 453              |
| 2015年 | 440              |
| 2016年 | 445              |
| 2017年 | 452              |
| 2018年 | 451              |

## 相鄰車站
名古屋鐵道
 名古屋本線
□快速特急、■特急、■急行、■準急
通過
■普通
本宿（NH08）－名電山中（NH09）－（舞木信號場）－藤川（NH10）

## 外部連結
- 名電山中 - 名古屋鐵道（日語）